# Ljudmila Nikolajewna Murawjowa
Ljudmila Nikolajewna Murawjowa (russisch Людмила Николаевна Муравьёва; * 10. November 1940 in Moskau) ist eine ehemalige russische Leichtathletin, die sich auf den Diskuswurf spezialisiert hatte und für die Sowjetunion antrat.

## Karriere
Bei den Olympischen Spielen 1968 in Mexiko-Stadt belegte Murawjowa mit 52,26 m den 9. Platz hinter Brigitte Berendonk aus West-Deutschland. Vier Jahre später belegte sie bei den Olympischen Spielen 1972 in München mit 59,00 m den 8. Platz hinter Carmen Ionesco aus Rumänien.
Beim Leichtathletik-Europacup 1967 im sowjetischen Kiew gewann Murawjowa eine Silbermedaille hinter Karin Illgen aus der DDR.
Bei den Europameisterschaften 1969 im Karaiskakis-Stadion von Piräus bei Athen gewann Murawjowa mit 59,24 m Weite die Silbermedaille hinter ihrer Landsfrau Tamara Danilowa. Drei Jahre später gewann sie bei den Europameisterschaften 1971 in Helsinki mit 59,48 m Weite die Bronzemedaille hinter Liesel Westermann aus West-Deutschland.
1968 platzierte sie sich vor Tamara Danilowa auf Rang 1 bei den sowjetischen Meisterschaften. Ein Jahr später gewann Murawjowa erneut.